# Deutsche Dreiband-Meisterschaft 1975/76

Veranstaltungsort: Berlin

Die Deutsche Dreiband-Meisterschaft 1975/76 (DDM) war die 42. Ausgabe dieser Turnierserie und fand vom 26. bis 28. September 1975 in Berlin statt.

## Geschichte
Es sollte eine Meisterschaft ohne große Überraschungen werden, sieht man vom Abschneiden der Neulinge Wolfgang Geukes und Peter Sporer ab. Überraschend war die Kritik vieler Spieler am Material und dem „Polierverhalten“ der Schiedsrichter. Es war kaum zu erklären, dass die besten deutschen Spieler anscheinend nach 100 Aufnahmen nicht in der Lage waren, sich an das neue Material zu gewöhnen. Der Berliner Landesverband als Co-Ausrichter war der Meinung: nur „besstes Material“ für die „besten Spieler“! Die Tische, Tücher, Banden und Bälle waren optimal. Sie sahen keinen Grund dafür, die von den Spielern geforderte Wertung dieses „schwierigen Materials“ mit in die Wertung fließen zu lassen. Das polieren der Bälle durch die Schiedsrichter nach jedem Satz wurde ebenfalls beanstandet. Es wurde sogar bei jedem Nachstoß poliert. Selbst die einfachsten Dreibänder waren durch den Bandenabschlag kaum berechenbar und unkontrollierbar. Die Einwände wurden von der Turnierleitung ignoriert.

## Modus
Die Spieler wurden in drei Gruppen à vier Spieler eingeteilt (GR). Das Spielsystem wurde zum Vorjahr geändert. Es wurde im Satzsystem mit zwei Gewinnsätzen zu je 20 Punkten gespielt, Jeder-gegen-Jeden. Die beiden Gruppenbesten kamen in die Finalrunde, ebenfalls Jeder-gegen-Jeden, ohne gesondertem Finale oder Spiel um Platz 3. Die Endplatzierung ergab sich aus den Matchpunkten (MP).

### Gruppeneinteilung
Nach dem Ausgangsklessement ergaben sich folgende Gruppeneinteilungen:
| Gruppe 1        | Gruppe 2             | Gruppe 3            |
| --------------- | -------------------- | ------------------- |
| Dieter Müller   | Gert Tiedtke         | Günter Siebert      |
| Paul Kimmeskamp | Joseph Bücken        | Peter Donnert       |
| Peter Kuhring   | Udo Kleine-Weischede | Siegfried Spielmann |
| Peter Sporer    | Wolfgang Geukes      | Jürgen Meissburger  |

## Turnierverlauf

### Gruppenrunde

#### Gruppe 1
Der Titelverteidiger und Gruppenfavorit Dieter Müller fing gleich mit einer Satzniederlage gegen seinen Vereinskameraden Peter Kuhring an, setzte sich dann aber doch noch 2:1 durch. Paul Kimmeskamp vom DBC Bochum 1926 konnte sich erwartungsgemäß gegen den Cadre-Spezialisten Peter Sporer durchsetzen. In der zweiten Runde verlor Paul Kimmeskamp dann gegen Peter Kuhring, die Hoffnung der Gastgeber auf zwei Spieler in der Endrunde schien sich zu erfüllen. Dieter Müller spielte gleichzeitig mit 1,081 GD die beste Partie des Turniers gegen Peter Sporer. Dem wiederum gelang es dann in Runde drei gegen einen zerfahrend spielenden Peter Kuhring in nur zwei Sätzen zu gewinnen und setzte sich damit noch vor Paul Kimmeskamp, der seinerseits ebenfalls 2:0 gegen Müller verlor.
| # | Name            | MP  | SV   | GD    | HS |
| - | --------------- | --- | ---- | ----- | -- |
| 1 | Dieter Müller   | 6:0 | 12:2 | 0,893 | 6  |
| 2 | Peter Sporer    | 2:4 | 6:8  | 0,637 | 7  |
| 3 | Peter Kuhring   | 2:4 | 6:10 | 0,613 | 7  |
| 4 | Paul Kimmeskamp | 2:4 | 6:10 | 0,561 | 7  |

| MP    | Match Punkte (Sieger = 2; Unentschieden = 1; Verlierer = 0) |
| SV    | Satzverhältnis (nur bei Turnieren im Satzsystem)            |
| Pkte. | Erzielte Karambolagen                                       |
| Aufn. | benötigte Aufnahmen                                         |
| GD    | Generaldurchschnitt                                         |
| MGD   | Mannschafts-Generaldurchschnitt                             |
| BED   | Bester Einzeldurchschnitt eines Spielers                    |
| BEMD  | Bester Einzeldurchschnitt einer Mannschaft                  |
| BSD   | Bester Satzdurchschnitt eines Spielers                      |
| HS    | Höchstserie                                                 |
| WRP   | Weltranglistenpunkte                                        |

#### Gruppe 2
Gruppenfavoriten waren nach Meinung der Experten hier Gert Tiedtke und Joseph Bücken, beide gewannen dann auch erwartungsgemäß ihre beiden Partien sicher gegen Udo Kleine-Weischede und Wolfgang Geukes. In Runde zwei musste Tiedke dann aber bei einem Remis gegen Geukes einen Punkt abgeben, wohingegen Bücken gegen Kleine-Weischede gewann. Als dann in der letzten Runde Geuken gegen Kleine-Weischede 2:0 gewann und Tiedtke gegen Bücken unterlag, war die Überraschung perfekt, auch wenn Bücken nur aufgrund seines besseren Satzverhältnisses die Nase vorne hatte.
| # | Name                 | MP  | SV   | GD    | HS |
| - | -------------------- | --- | ---- | ----- | -- |
| 1 | Joseph Bücken        | 6:0 | 12:2 | 0,617 | 6  |
| 2 | Wolfgang Geukes      | 3:3 | 7:7  | 0,539 | 5  |
| 3 | Gert Tiedtke         | 3:3 | 7:9  | 0,520 | 4  |
| 4 | Udo Kleine-Weischede | 0:6 | 4:12 | 0,509 | 5  |

| MP    | Match Punkte (Sieger = 2; Unentschieden = 1; Verlierer = 0) |
| SV    | Satzverhältnis (nur bei Turnieren im Satzsystem)            |
| Pkte. | Erzielte Karambolagen                                       |
| Aufn. | benötigte Aufnahmen                                         |
| GD    | Generaldurchschnitt                                         |
| MGD   | Mannschafts-Generaldurchschnitt                             |
| BED   | Bester Einzeldurchschnitt eines Spielers                    |
| BEMD  | Bester Einzeldurchschnitt einer Mannschaft                  |
| BSD   | Bester Satzdurchschnitt eines Spielers                      |
| HS    | Höchstserie                                                 |
| WRP   | Weltranglistenpunkte                                        |

#### Gruppe 3
Gruppe drei wurde als die ausgewogenste hingestellt und so begann die erste Runde auch gleich mit einem Remis zwischen Siegfried Spielmann und Peter Donnert, während sich Günter Siebert klar mit 2:0 gegen Jürgen Meissburger durchsetzte. Erwartungsgemäß hatte Siebert mit Altmeister Spielmann mehr Mühe und es ging mit 2:1 über die volle Distanz. Donnert konnte seine gute Leistung aus Runde eins nicht halte und verlor klar in zwei Sätzen gegen Jürgen Meissburger. Dem wiederum widerfuhr dieses Ereignis dann in Runde drei gegen Spielmann, wohingegen Siebert auch seine letzte Runde gegen Donnert mit 2:1 gewann.
| # | Name                | MP  | SV   | GD    | HS |
| - | ------------------- | --- | ---- | ----- | -- |
| 1 | Günter Siebert      | 6:0 | 12:4 | 0,665 | 6  |
| 2 | Siegfried Spielmann | 3:3 | 9:7  | 0,615 | 6  |
| 3 | Jürgen Meissburger  | 2:4 | 4:8  | 0,549 | 5  |
| 4 | Peter Donnert       | 1:5 | 5:11 | 0,647 | 5  |

| MP    | Match Punkte (Sieger = 2; Unentschieden = 1; Verlierer = 0) |
| SV    | Satzverhältnis (nur bei Turnieren im Satzsystem)            |
| Pkte. | Erzielte Karambolagen                                       |
| Aufn. | benötigte Aufnahmen                                         |
| GD    | Generaldurchschnitt                                         |
| MGD   | Mannschafts-Generaldurchschnitt                             |
| BED   | Bester Einzeldurchschnitt eines Spielers                    |
| BEMD  | Bester Einzeldurchschnitt einer Mannschaft                  |
| BSD   | Bester Satzdurchschnitt eines Spielers                      |
| HS    | Höchstserie                                                 |
| WRP   | Weltranglistenpunkte                                        |

Da nach dem neuen Satzsystem nur die Punkte von Spielern gewertet werden, die ebenfalls in die Endrunde einzogen, ergab sich folgendes Ausgangsklassement für die Finalrunde:
| # | Name                | MP | SV  | Pkt. | Aufn. | GD    | HS |
| - | ------------------- | -- | --- | ---- | ----- | ----- | -- |
| 1 | Dieter Müller       | 2  | 4:0 | 40   | 37    | 1,081 | 4  |
| 2 | Joseph Bücken       | 2  | 4:0 | 40   | 61    | 0,656 | 6  |
| 3 | Günter Siebert      | 2  | 4:2 | 50   | 79    | 0,633 | 5  |
| 4 | Siegfried Spielmann | 0  | 2:4 | 42   | 79    | 0,532 | 4  |
| 5 | Peter Sporer        | 0  | 0:4 | 24   | 37    | 0,649 | 5  |
| 6 | Wolfgang Geukes     | 0  | 0:4 | 29   | 61    | 0,475 | 5  |

Diese Sechs zogen in die Finalrunde weiter und waren damit automatisch für die Qualifikation zur 43. DDM 1976 in Hamburg zugelassen.
Die Plätze 7–12 waren damit folgendermaßen ausgespielt:
| #  | Name                 | MP  | SV   | Pkt. | Aufn. | GD    | BED   | HS |
| -- | -------------------- | --- | ---- | ---- | ----- | ----- | ----- | -- |
| 7  | Gert Tiedtke         | 3:3 | 7:9  | 142  | 273   | 0,520 | 0,589 | 4  |
| 8  | Peter Kuhring        | 2:4 | 6:10 | 136  | 222   | 0,613 | 0,621 | 7  |
| 9  | Paul Kimmeskamp      | 2:4 | 6:10 | 119  | 212   | 0,561 | 0,613 | 7  |
| 10 | Jürgen Meissburger   | 2:4 | 4:8  | 100  | 182   | 0,549 | 0,625 | 5  |
| 11 | Peter Donnert        | 1:5 | 5:11 | 145  | 224   | 0,647 | 0,678 | 5  |
| 12 | Udo Kleine-Weischede | 0:6 | 4:12 | 119  | 234   | 0,509 | –     | 5  |

### Finalrunde
Jeder gegen Jeden, kein Finale.

In der letzten Spielrunde gab es dann doch noch ein „echtes Finale“, die beiden anderen Partien hatten nur noch statistischen Wert. Sowohl Spielmann und Bücken gewannen ihre Spiele gegen Geukes bzw. Sporer ungefährdet mit jeweils 2:0. Die Hauptattraktion war dann das Spiel Müller-Siebert. Der Berliner war im ersten Satz sichtlich nervös, spielte unsicher und gab diesen dann auch nach 23 Aufnahmen mit 14:20 an den Essener ab. Um seinen Titel erfolgreich verteidigen zu können, musste er nun die beiden nächsten Sätze gewinnen. Der zweite Satz entwickelte sich dann auch zum Höhepunkt der Veranstaltung als Müller eine Serie von 11 (Turnierrekord!) produzierte und Siebert in 11 Aufnahmen mit 20:6 am Tisch stehen ließ. Auch der letzte Satz ging in 19 Aufnahmen mit 20:18, wenn auch knapp, an den Berliner, der damit zum dritten Mal in Folge Deutscher Dreibandmeister wurde.
| # | Name                | MP   | SV    | Pkt. | Aufn. | GD    | BSD   | HS |
| - | ------------------- | ---- | ----- | ---- | ----- | ----- | ----- | -- |
| 1 | Dieter Müller       | 10:0 | 20:6  | 250  | 277   | 0,902 | 1,818 | 11 |
| 2 | Günter Siebert      | 8:2  | 18:12 | 254  | 380   | 0,668 | 1,000 | 6  |
| 3 | Joseph Bücken       | 6:4  | 16:8  | 211  | 313   | 0,674 | 1,429 | 6  |
| 4 | Siegfried Spielmann | 4:6  | 12:14 | 216  | 364   | 0,593 | 0,952 | 4  |
| 5 | Wolfgang Geukes     | 2:8  | 6:18  | 161  | 304   | 0,529 | 1,250 | 6  |
| 6 | Peter Sporer        | 0:10 | 6:20  | 176  | 326   | 0,539 | 1,111 | 5  |

| MP    | Match Punkte (Sieger = 2; Unentschieden = 1; Verlierer = 0) |
| SV    | Satzverhältnis (nur bei Turnieren im Satzsystem)            |
| Pkte. | Erzielte Karambolagen                                       |
| Aufn. | benötigte Aufnahmen                                         |
| GD    | Generaldurchschnitt                                         |
| MGD   | Mannschafts-Generaldurchschnitt                             |
| BED   | Bester Einzeldurchschnitt eines Spielers                    |
| BEMD  | Bester Einzeldurchschnitt einer Mannschaft                  |
| BSD   | Bester Satzdurchschnitt eines Spielers                      |
| HS    | Höchstserie                                                 |
| WRP   | Weltranglistenpunkte                                        |

## Abschlusstabelle
Ergebnisse ausgeschiedener Gegner (7–12) kamen nicht mit in die Wertung. Angegeben wird der beste Satzdurchschnitt (BSD).
| MP    | Match Points (Sieger = 2; Unentschieden = 1; Verlierer = 0) |
| Pkte. | Erzielte Karambolagen                                       |
| Aufn. | Benötigte Versuche                                          |
| GD    | Generaldurchschnitt                                         |
| BED   | Bester Einzeldurchschnitt eines Spielers                    |
| HS    | Höchstserie                                                 |
|       | Bester GD des Turniers                                      |
|       | Bester ED des Turniers                                      |
|       | Beste HS des Turniers                                       |
|       | 1. Platz (Gold)                                             |
|       | 2. Platz (Silber)                                           |
|       | 3. Platz (Bronze)                                           |

| Endklassement              | Endklassement | Endklassement                    | Endklassement | Endklassement | Endklassement | Endklassement | Endklassement | Endklassement | Endklassement |
| Runde                      | Platz         | Name                             | MP            | SV            | GD            | Pkt.          | Aufn.         | BED           | HS            |
| -------------------------- | ------------- | -------------------------------- | ------------- | ------------- | ------------- | ------------- | ------------- | ------------- | ------------- |
| Final- runde               | 1             | Dieter Müller (Berlin)           | 10:0          | 20:6          | 250           | 277           | 0,902         | 1,081         | 11            |
| Final- runde               | 2             | Günter Siebert (Altenessen)      | 8:2           | 18:12         | 254           | 380           | 0,668         | 0,689         | 6             |
| Final- runde               | 3             | Joseph Bücken (Aachen)           | 6:4           | 16:8          | 211           | 313           | 0,674         | 0,800         | 6             |
| Final- runde               | 4             | Siegfried Spielmann (Düsseldorf) | 4:6           | 12:14         | 216           | 364           | 0,593         | 0,645         | 4             |
| Final- runde               | 5             | Wolfgang Geukes (Neustadt)       | 2:8           | 6:18          | 161           | 304           | 0,529         | 0,794         | 6             |
| Final- runde               | 6             | Peter Sporer (München)           | 0:10          | 6:20          | 176           | 326           | 0,539         | -             | 5             |
| Gruppen runde              | 7             | Gert Tiedtke (Köln)              | 3:3           | 7:9           | 142           | 273           | 0,520         | 0,589         | 4             |
| Gruppen runde              | 8             | Peter Kuhring (Berlin)           | 2:4           | 6:10          | 136           | 222           | 0,612         | 0,621         | 7             |
| Gruppen runde              | 9             | Jürgen Meissburger (Hattingen)   | 2:4           | 4:8           | 100           | 182           | 0,549         | 0,625         | 5             |
| Gruppen runde              | 10            | Paul Kimmeskamp (Bochum)         | 2:4           | 6:10          | 119           | 212           | 0,561         | 0,613         | 7             |
| Gruppen runde              | 11            | Peter Donnert (Saarlouis)        | 1:5           | 5:11          | 145           | 224           | 0,647         | 0,678         | 5             |
| Gruppen runde              | 12            | Udo Kleine-Weischede (Köln)      | 0:6           | 4:12          | 119           | 234           | 0,508         | -             | 5             |
| Turnierdurchschnitt: 0,621 |               |                                  |               |               |               |               |               |               |               |